# 謝爾加河 (摩爾曼斯克州)
謝爾加河（俄语：Серга），是俄羅斯的河流，位於該國西北部摩爾曼斯克州，屬於瓦爾祖加河的支流，發源自謝爾格湖，河道全長38公里，流域面積844平方公里。